# Hans Kalt
Pour les articles homonymes, voir Kalt.
Hans Kalt, né le 26 mars 1924 et mort le 2 janvier 2011, est un rameur suisse. 
Spécialiste du deux sans barreur, il a remporté la médaille d'argent aux Jeux olympiques d'été de 1948 avec son frère Josef Kalt et la médaille de bronze aux Jeux olympiques d'été de 1952 avec Kurt Schmid.